# Felix Powroslo
Felix Powroslo (* 8. Juli 1976 in Neuss) ist ein deutscher Sänger, Schauspieler sowie Gesangspädagoge und Bühnencoach.

## Leben
Felix Powroslo wurde als Sohn eines Lehrer-Ehepaares geboren und wuchs als Jüngerer von zwei Geschwistern in Korschenbroich, einem kleinen Ort am Niederrhein auf, wo er das örtliche Gymnasium besuchte und seinen Zivildienst absolvierte, bevor er zum Studium nach München ging. Dort absolvierte er an der Hochschule für Musik und Theater die Hauptfächer Gesang, Schauspiel und Tanz. 1999 gewann er den 2. Preis beim Bundeswettbewerb Gesang Berlin. Es folgten zahlreiche Tätigkeiten als freier Schauspieler und Sänger an Stadt- und Staatstheatern. So verkörperte er z. B. 2003/2004 den Jesus im Musical Jesus Christ Superstar am Stadttheater Hildesheim. 2006–2008 war er als Blue Man in der Blue Man Group in Berlin tätig. Inzwischen ist der Künstler zunehmend als Regisseur, Bühnen- und Gesangscoach unter anderem für Kabarettisten wie Bodo Wartke und Tom van Hasselt tätig. Zudem hat er sich als Regisseur und Bühnencoach von vielen namhaften A-Cappella-Formationen wie den Wise Guys, Maybebop, ONAIR oder 6-Zylinder einen Namen gemacht. Powroslo lebt in Berlin, ist verheiratet und dreifacher Vater.

## Rollen (Auswahl)
- Godspell (TA München)
- West Side Story (Staatstheater Braunschweig)
- Company (TA München)
- Hair (Stadttheater Hildesheim)
- West Side Story (Staatstheater Oldenburg)
- Bonnie und Clyde (Altonaer Theater Hamburg)
- De La Guarda – Learning to Fly (Pankowpark Berlin, Stageholding)
- Jesus Christ Superstar (Stadttheater Hildesheim)
- Buddy – Die Buddy Holly Story (Opernhaus Halle)
- Pinkelstadt (Urinetown) (Schlossparktheater Berlin)
- Comedian Harmonists (Staatstheater Braunschweig)
- Lieblingsfarbe Bunt (Friedrichstadt-Palast Berlin)
- West Side Story (Vereinigte Bühnen Bozen)
- Blue Man Group (Blue Max Theater Berlin)
- Dr. Ich (Maschinenhaus, Berlin)